# Auer zu Brennberg

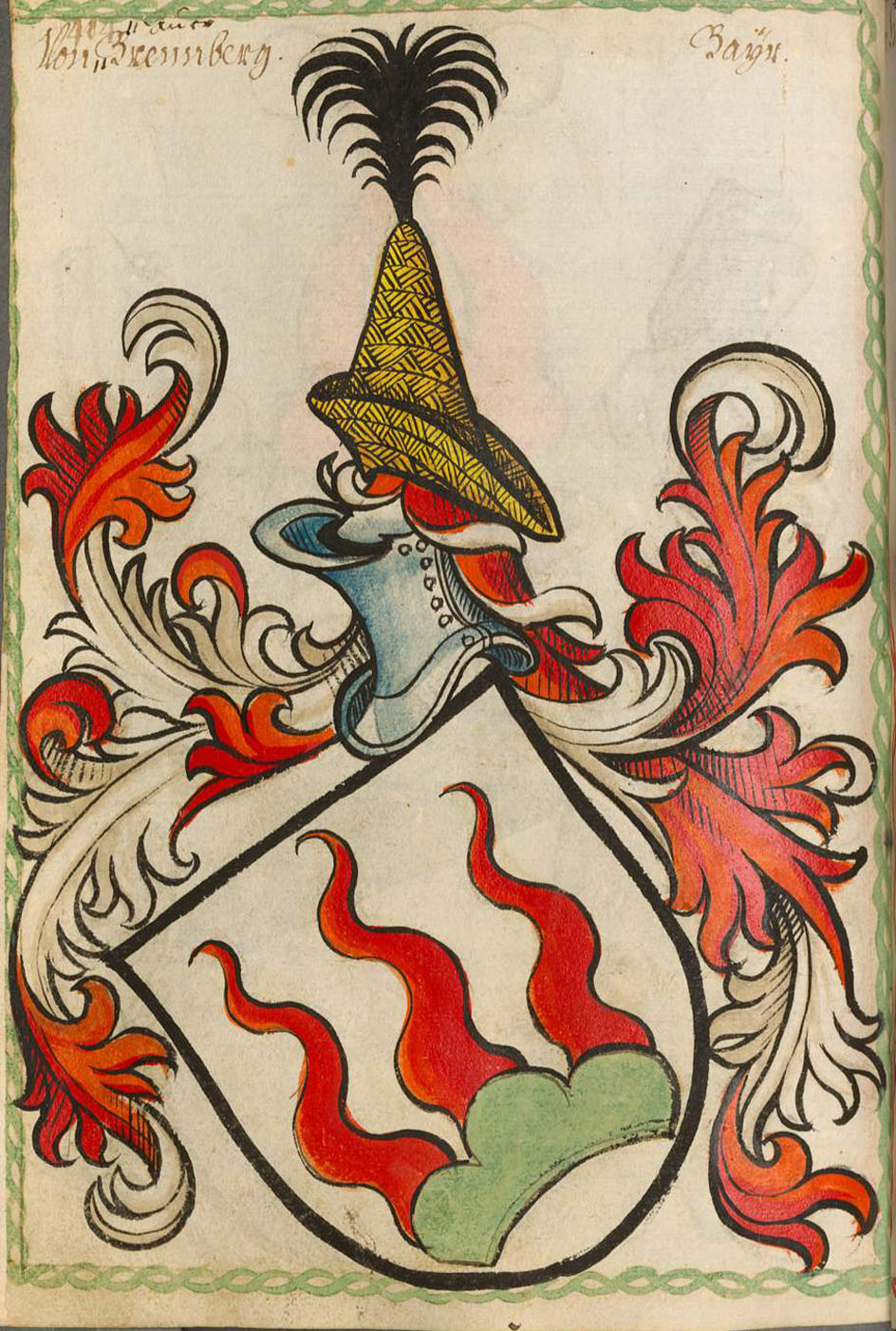
Wappen des Geschlechts der Auer zu Brennberg aus dem Scheiblerschen Wappenbuch

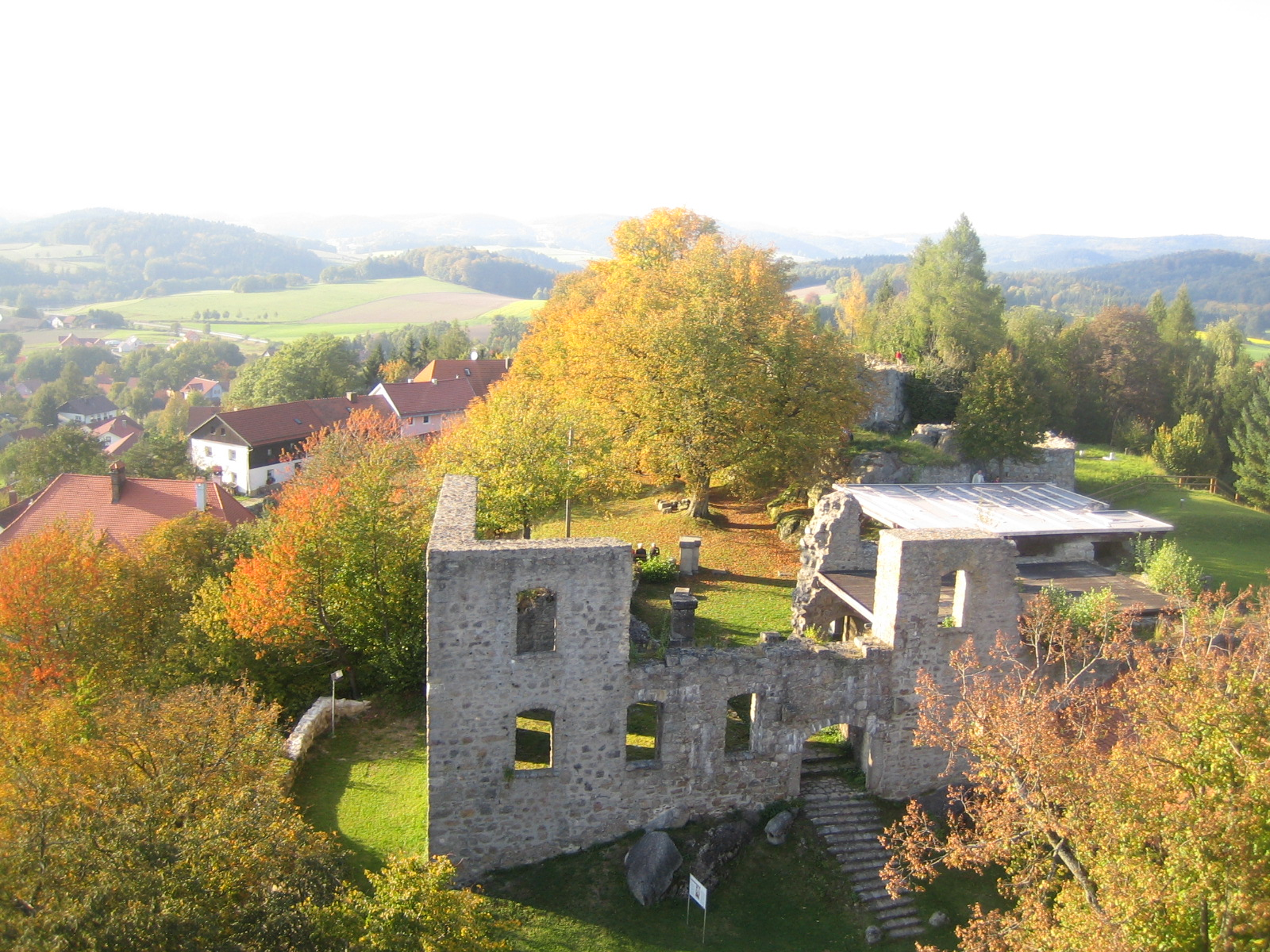
Burg Brennberg

Auer zu Brennberg ist der Name eines alten bayerischen Adelsgeschlechts, das im Mittelalter als Patrizier in Regensburg eine bedeutende Rolle spielte. Das Geschlecht der Auer erlosch im Jahr 1483. Die Burg Brennberg, der Stammsitz der Auer zu Brennberg, liegt heute im Ort Brennberg im Landkreis Regensburg in der Oberpfalz.

## Geschichte
Die Auer waren ursprünglich Ministeriale des Bischofs von Regensburg und vom Stift Niedermünster. Seit 1268 stellten die Auer in Regensburg Bürgermeister, Chor- und Ratsherren  und waren eine der einflussreichsten Patrizierfamilien in der Stadt. Friedrich Auer d. Ä. war Bürgermeister und Kammerer von Regensburg und 1302 bis 1319 auch Probst von Obermünster.
Der von Kaiser Ludwig IV. unterstützte gleichnamige Sohn Friedrich Auer († 1356) – auch genannt Friedrich I. Auer zu Auburg – hatte sich zunächst mit den Zünften von Regensburg verbündet und war 1330/31 Bürgermeister geworden. Er hatte zuvor Agnes von Brennberg geheiratet, die aus einem alten Geschlecht des Nordgaus stammte. Ihr Vater war Reimar IV., der das Kloster von Frauenzell gegründet hatte und ohne männlichen Erben starb. Somit erlangten die Auer die Herrschaft auf Brennberg und nannten das Geschlecht ab 1327 die Auer de Prenberg, die Auer zu Brennberg. Zugleich war Friedrich I. auch Befehlshaber auf Schloss Wörth an der Donau und Bürgermeister in Regensburg.
1334 nach der Vertreibung von Friedrich I. aus seiner Heimatstadt Regensburg baute er die Burg Brennberg zu seinem neuen Stammsitz aus. Unterstützt durch seinen Bruder Heinrich von Auburg, wurde der westliche Burgberg um einen Turm erweitert. 1343 erfolgte die Aussöhnung mit der Stadt Regensburg und Friedrich († 1356) wurde wieder Bürger auf sechs Jahre. Am 28. Dezember 1368 bekamen die Auer auch die Pfandschaft über die Burg Donaustauf vom römischen Kaiser Karl.

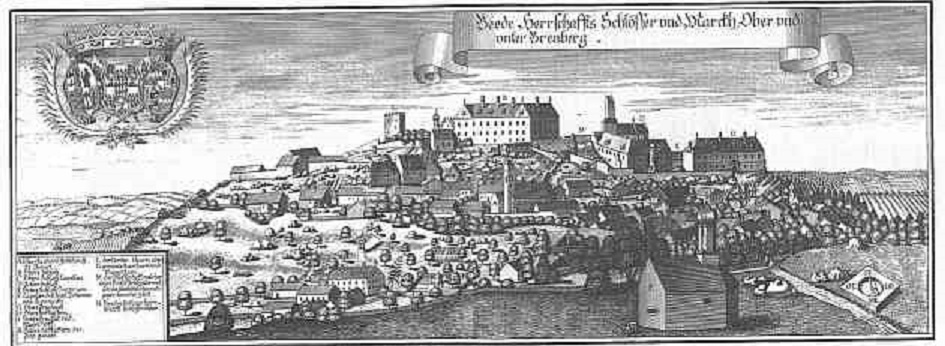
Ober- und Unterbrennberg: Stich von Michael Wening

Die beiden Söhne Friedrichs I.,  Friedrich II. und Hans, teilten 1379 den Besitz in Brennberg auf. Friedrich II. bekam den Turm und den Münchstein (Brunnen) im Westen, Hans den Turm im Osten. Seit dieser Aufteilung teilte sich die Herrschaft in Oberbrennberg und Unterbrennberg auf. 1466 starb Wilhelm von Auer auf Oberbrennberg. Seine Schwester Anna (vermählt mit Achatz I. von Nußberg bei Viechtach) wurde Herrin auf Oberbrennberg.
1483 endete auch die Linie der Auer auf Unterbrennberg mit Christoph II. Seine Schwester Anna Beatrix Auer auf Unterbrennberg vermählte sich 1483 mit Albrecht von Murach und dieser wurde somit Herr auf Unterbrennberg.

## Wappen
Das Stammwappen der Auer zu Brennberg wurde von der Adelsfamilie von Brennberg übernommen und zeigt drei feuerspeiende grüne Berge nebeneinander. Es ist auch das heutige Gemeindewappen der Gemeinde Brennberg.